# Audre montana
Audre montana är en fjärilsart som beskrevs av Schneider 1937. Audre montana ingår i släktet Audre och familjen Riodinidae. Inga underarter finns listade i Catalogue of Life.